# ببغاء التاج الأصفر
التاج الأصفر الأمازوني، أو (ببغاء التاج الأصفر) هو نوع من طيور الببغاء، ويسكن المناطق الاستوائية في بنما وأمريكا الجنوبية.

## الوصف

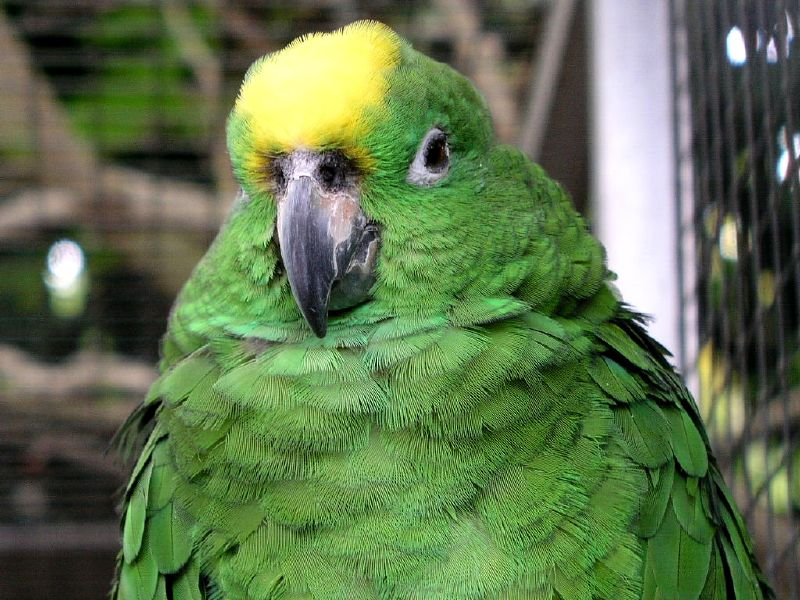
الرأس والجزء العلوي

يبلغ الطول الكلي للطائر من 33-38 سم (13-15 بوصة) وكما في ببغاوات الأمازون الأخرى يملك ذيل قصير مربع وريش أخضر بشكل أساسي، وأطراف زرقاء داكنة بشكل ثانوي وأساسي، وأحمر في ريش الداخلية للأجنحة وحافة الرسخ(الحافة الأمامية للجناح في الكتف) وقاعدة ريش الذيل الخارجي. المناطق الحمراء والزرقاء الداكنة صعبة لأن ترى إذا كان الطير جاثما، بعكس قاعدة ريش الذيل الخارجي فيمكن ان ترى في ظل الظروف العادية في البرية. وتختلف نسبة اللون الأصفر في الرأس حسب الصنف. وأبيض دائري حول العينين. الذكور والأنوث لا تختلف في ريش ماعدى في المنطقة الداخلية للأجنحة.
|

## العادات والتوزيع
ببغاء التاج الأصفر أو (التاج الأصفر الأمازوني) توجد في حوض الأمازون وبنما وشمال غرب أمريكا الجنوبية. وهو طائر يعيش في الغابات المدارية (الرطبة والجافة على حد سواء) والأراضي الخشبية وأشجار المانغروف وكما تتواجد في الأراضي الزراعية ومناطق الضواحي ونادرا ما تواجدت بعيدا عن [[غابة الأمازون|غابات الأمازون}} المطرية.
وتعتبر من طيور الأراضي المنخفضة ولكن تم تسجيل تواجدها على ارتفاع 800 متر على امتداد المنحدرات الشرقية للأنديز.

## السلوك

### التغذية والغذاء
عادة تتواجد في ازواج واسراب صغيرة تصل إلى 30 طائر، ويشمل غذائها على الفواكه المكسرات، البذور والثمار.

### التكاثر
تكون أعشاشها في جوف الشجر أو النخل، وتضع بيضتان إلى ثلاث بيضات. وفترة الحضانة حوالي 26 يوم وتترك الفراخ العش بعد 60 يوما من التفقيس.

## التصنيف

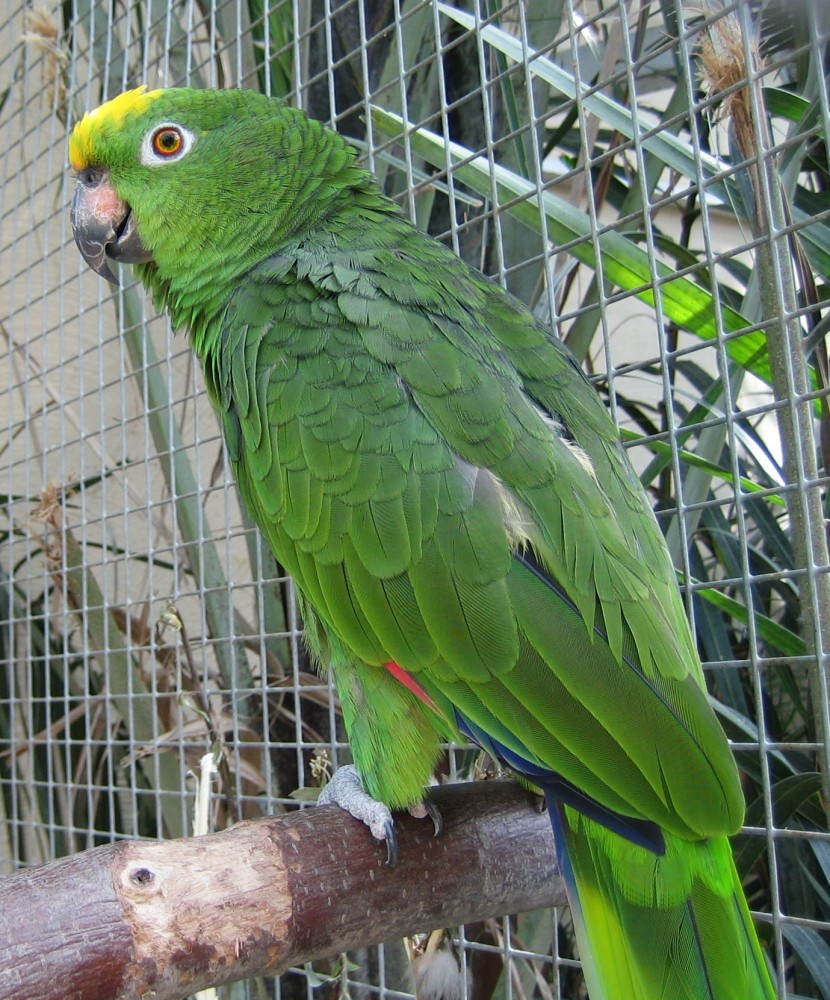
A. o. ochrocephala

## الحماية
ببغاء التاج الأصفر يعتبر اقل تهديدا للهيئة الدولية للطيور وبالتالي من قبل الاتحاد الدولي على الرغم أن التعداد في انخفاض إلى انه لا يقترب من العتبة المحددة من الهيئة الدولية لمعدل الأنواع المهدده بالانقراض. وكما هو الحال مع معظم الببغوات هو مدرج في التذييل الثاني من الاتفاقية.